# الی گونینو
اَلی گونینو (انگلیسی: Allie Gonino؛ زادهٔ ۳۰ مارس ۱۹۹۰) یک موسیقی‌دان، ترانه‌سرا، خواننده و هنرپیشه اهل ایالات متحده آمریکا است. وی از سال ۲۰۰۷ میلادی تاکنون مشغول فعالیت بوده‌است.
از فیلم‌ها یا مجموعه‌های تلویزیونی که وی در آن‌ها نقش داشته‌است می‌توان به جاده سرخ ، به من دروغ بگو (۲۰۰۹) و ۱۰ چیز که من دربارهٔ تو متنفرم (۲۰۱۰–۲۰۰۹) اشاره نمود.